# Julius Kopp
Julius Kopp (* 30. April 1823 in Greding; † 7. Februar 1892 in München) war ein Königlicher Bezirksgerichtsdirektor, Königlicher Appellationsgerichtsrat, Königlicher Oberlandesgerichtsrat und von 1875 bis 1886 Mitglied der Kammer der Abgeordneten im Bayerischen Landtag für die Patriotenpartei.

## Mitglied im Landtag
Julius Kopp schloss 1840 das (heutige) Wilhelmsgymnasium München ab.
Er war in der 14. Wahlperiode 1875–1881 Abgeordneter für den Stimmkreis Wb. München r. d. I/Obb. und in der 15. Wahlperiode 1881–1887 für den Stimmkreis Wkr. München I/Obb.